# 알로다포수쿠스
알로다포수쿠스(Allodaposuchus)는 현재 남유럽에 서식하는 후기 백악기 후기에 살았던 멸종된 악어형류 속이다. 일반적으로 비악어 정악어류 악어상목으로 분류되지만, 때때로 초기의 악어 중 하나로 분류되기도 한다. 알로다포수쿠스는 유럽에서 가장 흔한 후기 백악기 악어상목 중 하나로, 루마니아, 스페인, 프랑스에서 화석이 발견되었다.

## 묘사

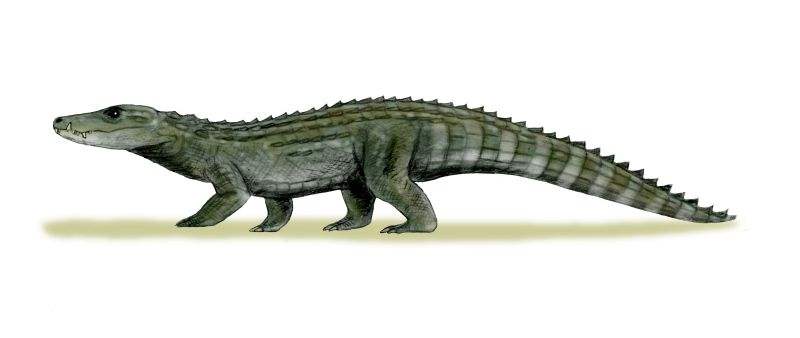
복원도

다른 많은 백악기 악어상목과 마찬가지로, 알로다포수쿠스는 살아있는 악어에 비해 상대적으로 작은 몸집을 가지고 있다. 알로다포수쿠스의 가장 큰 표본은 아마도 길이가 약 3m인 개체에 속한다. 종마다 형태는 다르지만, 일반적으로 알로다포수쿠스는 짧고 평평하며 둥근 두개골을 가지고 있다. 알로다포수쿠스 종을 다른 관련 악어상목과 구별하는 주요 특징은 두개골 뒤쪽에 있는 홈의 방향인 두개사분면 통로이다. 다른 악어상목의 두개사분면 통로는 두개골 뒤쪽에서만 볼 수 있는 것과 달리, 알로다포수쿠스의 두개사분면 통로는 두개골을 옆에서 볼 때 볼 수 있다.
알로다포수쿠스의 적어도 한 종인 알로다포수쿠스 헐키(Allodaposuchus hulki)는 오랜 기간 동안 육지에서 살 수 있었던 적응을 가지고 있을 수 있다. 알로다포수쿠스 헐키는 두개골에 큰 부비동을 가지고 있으며, 이는 다른 악어의 살아있거나 멸종된 동물에서는 볼 수 없으며 물 밖으로 들리는 데 도움이 되었을 뿐만 아니라 두개골을 밝게 하는 데 도움이 되었을 수 있다. 게다가 알로다포수쿠스 헐키는 견갑골, 상완골, 척골에 근육 부착물이 잘 발달되어 있어 앞다리를 육지 위를 걷기에 적합한 반직립 자세로 유지할 수 있었을 것이다. 알로다포수쿠스 헐키의 유해는 호수나 강과 같은 영구적인 수역에서 멀리 떨어진 거대한 범람원의 일시적인 연못에 형성된 윤조식물 조류의 존재를 바탕으로 사암과 이회암이 산재해 있다. 따라서 알로다포수쿠스 헐키는 대부분의 시간을 물 밖에서 보내며 이 연못들 사이를 이동하며 먹이를 얻었을 수 있다.

## 분류
알로다포수쿠스는 알로다포수쿠스과에 속한다. 알로다포수쿠스과의 정확한 위치는 여전히 논란의 여지가 있다. 이를 함께 악어의 자매 분류군으로 간주했다. 다른 연구에서는 이들을 자매 분류군이 아닌 악어의 진화 등급으로 회수했으며, 할로다포수쿠스과는 알로다포수쿠스과보다 더 기초적이다. 또는 두개골 후 정보를 포함한 2021년 분석에서는 악어 내에서 알로다포수쿠스과를 회수했다.